# Sonate, op. 2 (Vivaldi)
Le 12 sonate per violino e basso continuo sono una composizione di Antonio Vivaldi, di cui costituiscono l'op.2. Composte nel 1709, furono dedicate al re Federico IV di Danimarca.
In queste sonate si trovano quelle stesse caratteristiche che Vivaldi impiegò quattro anni prima nelle sue sonate a tre, Op. 1. Uno di questi elementi è la tripartizione (Adagio-Allegro-Allegro, corrispondenti a Preludio, Allemanda e Giga) secondo lo schema della sinfonia d'opera dell'epoca; questo è evidente soprattutto nelle sonate n. 5, 6, 7, 8, 10 e 11.
I tempi lenti (Largo, Adagio e Andante) sono caratterizzati da cantilene espressive, accompagnate da bassi quasi ostinati.

## Le sonate
- Sonata n. 1 in sol minore, RV 27
- Sonata n. 2 in la maggiore, RV 31
- Sonata n. 3 in re minore, RV 14
- Sonata n. 4 in fa maggiore, RV 20
- Sonata n. 5 in si minore, RV 36
- Sonata n. 6 in do maggiore, RV 1
- Sonata n. 7 in do minore, RV 8
- Sonata n. 8 in sol maggiore, RV 23
- Sonata n. 9 in mi minore, RV 16
- Sonata n. 10 in fa minore, RV 21
- Sonata n. 11 in re maggiore, RV 9
- Sonata n. 12 in la minore, RV 32